# Addition
«Addition» es el tercer sencillo oficial de No Devotion. Fue lanzada el 5 de julio de 2015.

## Listado de canciones
Todas las canciones escritas y compuestas por No Devotion. 
| N.º | Título     | Duración |  |
| 1.  | «Addition» | 3:36     |  |